# Achille Costa
Achille Costa (Lecce, 10 augustus 1823 – Rome, 17 november 1899) was een Italiaans entomoloog.
Achille was de zoon van de zoöloog Oronzio Gabriele Costa. Hij beschreef vele nieuwe soorten, stichtte entomologische collecties in Napels en leverde de grootste bijdrage aan de entomologische verkenning van Zuid-Italië en de Italiaanse eilanden in de tweede helft van de 19e eeuw. Hij werd benoemd tot directeur van het Zoölogisch Museum van Napels.

## Een aantal soorten en genera beschreven door Costa
- Maera inaequipes (A. Costa, 1851)
- Ampelisca diadema (A. Costa, 1853)
- Isodontia splendidula (A. Costa, 1858)
- Psenini A. Costa, 1858
- Ammatomus A. Costa, 1859
- Bembecinus A. Costa, 1859
- Brachystegus A. Costa, 1859
- Stizina A. Costa, 1859
- Synnevrus A. Costa, 1859
- Palmodes strigulosus (A. Costa, 1861)
- Prionyx lividocinctus (A. Costa, 1861)
- Prionyx lividocinctus lividocinctus (A. Costa, 1861)
- Ammophila confusa A. Costa, 1864
- Ammophila coronata A. Costa, 1864
- Ammophila heydeni rubriventris A. Costa, 1864
- Sceliphron madraspatanum conspicillatum (A. Costa, 1864)
- Systropus sallei A. Costa, 1865
- Tenellia A. Costa, 1866
- Caliphylla mediterranea (A. Costa, 1867)
- Ercolania funerea (A. Costa, 1867)
- Prosopigastra A. Costa, 1867
- Spurilla verrucicornis (A. Costa, 1867)
- Caliphylla A. Costa, 1869
- Hermaeopsis variopicta A. Costa, 1869
- Belomicrus A. Costa, 1871
- Dolichurus haemorrhous A. Costa, 1886
- Ammophila nasuta quadraticollis A. Costa, 1893

## Werken
- Conci, C. Repertorio delle biografie e bibliografie degli scrittori e cultori italiani di entomologia. Memorie della Società Entomologica italiana 1975; 48(5): 817-1069
- 1855 Famiglia degli Ascalafidei – Ascalaphidea,512 pp. In: Costa, A., 1860-70
- 1855 Famiglia de' Formicaleonidei – Myrmeleontidea,20 pp. In: Costa, A. 1860-70
- 1855 Famiglia degli Emerobiidei - Hemerobiidea,22 pp. In: Costa, A. 1860-70
- 1855 Famiglia de' Mantispidei - Mantispidea, 2pp. In: Costa, A. 1860-70
- Famiglia de' Rafidiidei - Rhaphidiidea, 8pp. In: Costa, A. 1860-70
- 1856 Alcune notizie sull'Entomologia dell'Isolad'Ischia.- L'Iride Giornale per tutti, 1 (11): 81-82 [Napoli]
- 1857 Degl'Insetti che attaccano l'albero ed il frutto dell'olivo del ciliegio del pero del melo del castagno e della vite e le semenze del pisello della lenticchia della favae del grano loro descrizione e biologia danni che arrecano e mezzi per distruggerli. Opera coronata dalla Reale Accademia delle Scienze di Napoli.- Stamperia e Calcografia vico Freddo Pignasecca, 15, 16. Napoli. 197 pp., 10 pl.
- 1858 Ricerche entomologiche sopra i Monti Partenii nel Principato Ulteriore.- Stamperia e Calcografia,Napoli. 31 pp., 1 pl.
- 1860-70 Fauna del Regno di Napoli ossia enumerazione di tutti gli animali che abitano le diverse regioni di questo Regno e le acque che le bagnano e descrizione de'nuovi o poco esattamente conosciuti con figure ricavate da originali viventi e dipinte al naturale. Nevrotteri.- Stamperia di Antonio Cons, Napoli. 83 pp., 7 pl.
- 1862 Elenco delle specie immesse nel Museo da novembre 1860 a tutto dicembre 1861. Nevrotteri.- Annuario del Museo Zoologico della R. Università di Napoli, Anno I 1862: 16.
- 1862 Ragguaglio di una peregrinazione zoologica.Annuario del Museo Zoologico della R. Università di Napoli, Anno I 1862: 57-60
- 1863.- Nuovi studii sulla entomologia della Calabria ulteriore.- Atti della R. Accademia delle Scienze Fisichee Matematiche Serie 1a Vol. I [fasc. 2], 80 pp., 4 pl.
- 1864.- Acquisti fatti durante l'anno 1862.- Annuario del Museo Zoologico della R. Università di Napoli, Anno II 1862: 8-125
- 1864 Poche osservazioni zoologiche fatte nella provincia di Terra di Lavoro, pp. 49-54. In: Congresso Scientifico Provinciale tenuto in Caserta dall'Accademia degli Aspiranti Naturalisti di Napoli e dalla Reale Società Economica di Terra di Lavoro, Ne' giorni dal 28 giugno al 5 luglio 1863. Stamperia di Antonio Cons, Napoli. (Annali dell'Accademia degli Aspiranti Naturalisti, Terza serie, volume Terzo, 1863)
- 1864 Poche osservazioni sulla Fauna Salernitana,pp. 57-62. In: Congresso Scientifico Provinciale tenuto in Salerno dall'Accademia degli Aspiranti Naturalisti di Napoli e dalla Reale Società Economica di Principato Citeriore.Dal 29 maggio ai 5 giugno del 1864. Stamperia di Antonio Cons, Napoli. (Annali dell'Accademia degli Aspiranti Naturalisti, Terza serie, volume Quarto)
- 1869 Elenco delle specie immesse nel Museo per acquisti. Nevrotteri. Annuario del Museo Zoologico della R. Università di Napoli, Anno V 1865: 12
- 1871. Aggiunte alle precedenti Famiglie, 8 pp. In: Costa, A. 1860-70
- Elenco delle specie immesse nel Museo per acquisti. Nevrotteri, Annuario del Museo Zoologico della R.Università di Napoli, Anno VI 1866, 1871
- Una peregrinazione zoologica su' monti dell'Alburno, Rendiconto dell'Accademia delle Scienze Fisiche e Matematiche (Sezione della Società Reale di Napoli),Anno XIII fasc. 9º, 1874
- Relazione di un viaggio eseguito nelle Calabrie nella state del 1876, per ricerche zoologiche, Rendiconto dell'Accademia delle Scienze Fisiche e Matematiche (Sezione della Società Reale di Napoli),Anno XVI fasc. 2º, 1877
- Degl'insetti che attaccano l'albero ed il frutto dell'olivo, del ciliegio, del pero, del melo, del castagno e della vite e le semenze del pisello, della lenticchia, della fave, del grano. Loro descrizione e biologia. Danni che arrecano e mezzi per distruggerli. Edizione seconda riveduta ed accresciuta dallo stesso autore.- Napoli pei tipi del Commendatore G. Nobile, 1877
- Relazione di un viaggio nelle Calabrie per ricerche zoologiche fatto nella estate del 1876, Atti della Reale Accademia delle Scienze Fisiche e Matematiche di Napoli Serie 1a [1882] Vol. IX [fasc. 6], 1881
- Notizie ed osservazioni sulla Geo-Fauna sarda. Memoria Prima. Risultamento di ricerche fatte in Sardegna nel Settembre 1881 Atti della Reale Accademia delle Scienze Fisiche e Matematiche di Napoli [1882] Vol. IX (fasc. 11), 1882
- Rapporto preliminare e sommario sulle ricerche zoologiche fatte in Sardegna durante la primavera del 1882, Rendiconto dell'Accademia delle Scienze Fisiche e Matematiche (Sezione della Società Reale di Napoli), Anno XXI fasc. 10º, 1882
- Notizie ed osservazioni sulla Geo-Fauna sarda. Memoria Seconda. Risultamento di ricerche fatte in Sardegna nella primavera del 1882, Atti della Reale Accademia delle Scienze Fisiche e Matematiche di Napoli Serie 2a [1888] Vol. I (fasc. 2), 1883
- Diagnosi di nuovi Artropodi trovati in Sardegna, Bullettino della Società Entomologica Italiana 15(4), 1884
- Nota intorno i Nevrotteri della Sardegna, Rendiconto dell'Accademia delle Scienze Fisiche e Matematiche (Sezione della Società Reale di Napoli), Anno XXIII fasc. 2º, 1884.
- Notizie ed osservazioni sulla Geo-Fauna sarda; memoria terza, Rendiconto dell'Accademia delle Scienze Fisiche e Matematiche (Sezione della Società Reale di Napoli), Anno XXIII, 1884
- Notizie ed osservazioni sulla Geo-Fauna sarda Memoria Terza Risultamento di ricerche fatte in Sardegna nella estate del 1883, Atti della Reale Accademia delle Scienze Fisiche e Matematiche di Napoli Serie 2a[1888] Vol. I (fasc. 9),1884
- Notizie ed osservazioni sulla Fauna Sarda, Rivista scientifico-industriale delle principali scoperte ed invenzioni fatte nelle scienze e nelle industrie, Firenze, Anno Sedicesimo, 1884
- Miscellanea entomologica. Memoria prima, Atti della Reale Accademia delle Scienze Fisiche e Matematiche di Napoli Serie 2a [1888] Vol. I (fasc. 10), 1884
- Notizie ed osservazioni sulla Geo-Fauna sarda Memoria Quarta, Atti della Reale Accademia delle Scienze Fisiche e Matematiche di Napoli, Serie 2a [1888] Vol. I (fasc. 13), 1885
- Diagnosi di nuovi Artropodi della Sardegna,Bullettino della Società Entomologica Italiana 17(3/4), 1885
- Notizie ed osservazioni sulla Geo-Fauna sarda Memoria Quinta Risultamento delle ricerche fatte in maggio 1885, Atti della Reale Accademia delle Scienze Fisiche e Matematiche di Napoli, Serie 2 a [1888] Vol. II (fasc.7), 1886
- Notizie ed osservazioni sulla Geo-Fauna sarda Memoria Sesta Risultamento delle ricerche fatte in Sardegna nella State del 1885, Atti della Reale Accademia delle Scienze Fisiche e Matematiche di Napoli, Serie 2a [1888] Vol. II (fasc. 8), 1886

- Gemeinsame Normdatei: 117700304
- International Standard Name Identifier: 0000 0000 0979 1241
- Nederlandse Thesaurus van Auteursnamen: 070404429
- SNAC: w6vn28hx
- Système universitaire de documentation: 123627818
- Virtual International Authority File: 35240805
- WorldCat: E39PBJvd8r6k7w9qgfDRCrp3wC